# Бородаевка (Саратовская область)
Борода́евка — село в Марксовском районе Саратовской области. Входит в состав Осиновского муниципального образования. Основано в 1767 году как немецкая колония Боаро.

## География
Село расположено в западной части района на правом берегу Малого Карамана в нескольких километрах от его волжского устья. Расстояние до Саратова составляет 61 км, до районного центра г. Маркса — 9 километров. Через райцентр проходит внутрирайонная дорога, с которой село связано асфальтированной дорогой.

## История
Народы, заселявшие окрестности современной Бородаевки в далёком прошлом, оставили после себя несколько курганов, наиболее известными из которых являются «Калмыцкая гора» и «Рунталь» . Найденные в них предметы и захоронения учёными отнесены к эпохе средней бронзы. Первый объект был открыт в 1926 году П. Д. Рау, вскоре после чего был объявлен заповедником древней истории. Раскопки на второй группе впервые проводились в 1939 году под руководством И. В. Синицына.
Немецкая материнская колония Боаро была основана 7 июня 1767 года вызывателем бароном Борегардом. Первыми жителями были 109 семей (152 мужчины и 129 женщин) из Дессау, Цербста, Кётена, Саксонии и Мекленбурга. Разговаривали колонисты на саксонском диалекте. Через Боаро проходил торговый тракт из Николаевска в Саратов, численность населения на 1859 год составляла 2233 человека (1090 женщин и 1143 мужчины, 180 дворов). Колония входила Екатериненштадтскую волость Николаевского уезда Самарской губернии, имелись училище и лютеранский храм (собственный приход открыт позже, в 1905 году). По сведениям Самарского Губернского Статистического Комитета за 1910 год в селе Боаро насчитывалось 477 домохозяйств с 3685 мужчинами и 2438 женщинами. работали две паровые мельницы, овчинный завод и маслобойня, на юго-востоке находилась овощная плантация Рунталь (по которой впоследствии получила название группа курганов). Дети обучались в земской церковно-приходской школах, в 1911 году открылась ещё одна школа — начальная, построенная из средства, собранные жителями села. После начала Первой мировой войны получила название Бородаевка.
В составе АССР немцев Поволжья колония была центром Боарского сельского совета Марксштадтского кантона, в 1926 году она насчитывала 523 двора с населением 3064 человека. имелись кооперативный магазин, начальная школа, библиотека и изба — читальная. В сельсовет также входили около 20-ти окрестных хуторов и мелких хозяйств, до начала коллективизации существовали планы организации в сельсовете 13-ти посёлков, однако они не были доведены до конца, и колония сохранила целостность. До войны местная школа занимала старое здание 1911 года постройки и переданный ей в 1918 году двухэтажный дом мельника и купца Кремермеркера. В 1941 году немцы были высланы из села в Сибирь, сам населённый пункт вновь был переименован в Бородаевку. Опустевшее село стали возрождать эвакуированные и осевшие на берегах Волги жители западных областей, а также приезжие колхозники. Школа до 1953 года была семилетней, затем до 1969 года являлась восьмилеткой. В мае 1967 года было заложено новое школьное здание, строившееся по типовому проекту на средства колхоза им. С. М. Кирова и сданное в эксплуатацию 1 сентября 1969 года, после чего школа четыре десятилетия действовала в статусе средней.

## Инфраструктура
Основная общеобразовательная школа, детский сад, дом культуры, ФАП, продуктовые магазины. В центре села установлен скульптурный памятник павшим на полях сражений Великой Отечественной войны.

## Население
| 1767 | 1859  | 1910  | 1926  | 2002 | 2010  |
| ---- | ----- | ----- | ----- | ---- | ----- |
| 281  | ↗2233 | ↗6123 | ↘3064 | ↘932 | ↗1012 |